# Hřbitov u Nejsvětější Trojice (Jindřichův Hradec)
Hřbitov u Nejsvětější Trojice je zrušený a bývalý hlavní městský hřbitov v Jindřichově Hradci. Nachází se v ulici Jarošovská. Bývá nazýván podle goticko-renesančního kostela Nejsvětější Trojice.

## Historie

### Vznik
Hřbitov vznikl roku 1582, vysvěcen byl roku 1584. Mezi lety 1590 až 1594 pak na pozemku vyrostl goticko-renesanční hřbitovní kostel Nejsvětější Trojice. Poté, co se v rostoucím městě přestalo pohřbívat u kostelů v centru města, sloužilo pohřebiště jako hlavní městský hřbitov. Židé z Jindřichova Hradce okolí byli pohřbíváni na městském židovském hřbitově.
Ve druhé polovině 20. století byl hřbitov zrušen a nahrazen novým městským pohřebištěm ve Vídeňské ulici. Starý hřbitov byl přeměněn na pietní park, cenné náhrobky zde byly ponechány.  
Ostatky zemřelých jsou ve městě zpopelňovány v městském krematoriu vystavěném roku 1981. 

## Osobnosti pohřbené na tomto hřbitově
- Tomáš Vladimír Sládek (1862–1926) – učitel a měšťan
- František Kopidlanský (1843–1911) – měšťan a voják (autorem náhrobku sochař Vilém Amort)
- Čeněk Moravec (1855–1907) – lékárník a mecenáš
- Alois Petrák (1811–1888) – mědirytec a výtvarník
- Josef Kaucký (1880–1935) – malíř
- František Prchlík (1909–1965) – malíř

### Hrobky
Hrobka rodiny Landfrasovy  – rodina tiskařů, empírová kaplová hrobka
- Alois Landfras
- Josef Landfras
- Vilém Antonín Landfras

Hrobka rodiny Wachtelovy – rodina jindřichohradeckých lesníků (rodinná kaplová hrobka)

## Galerie

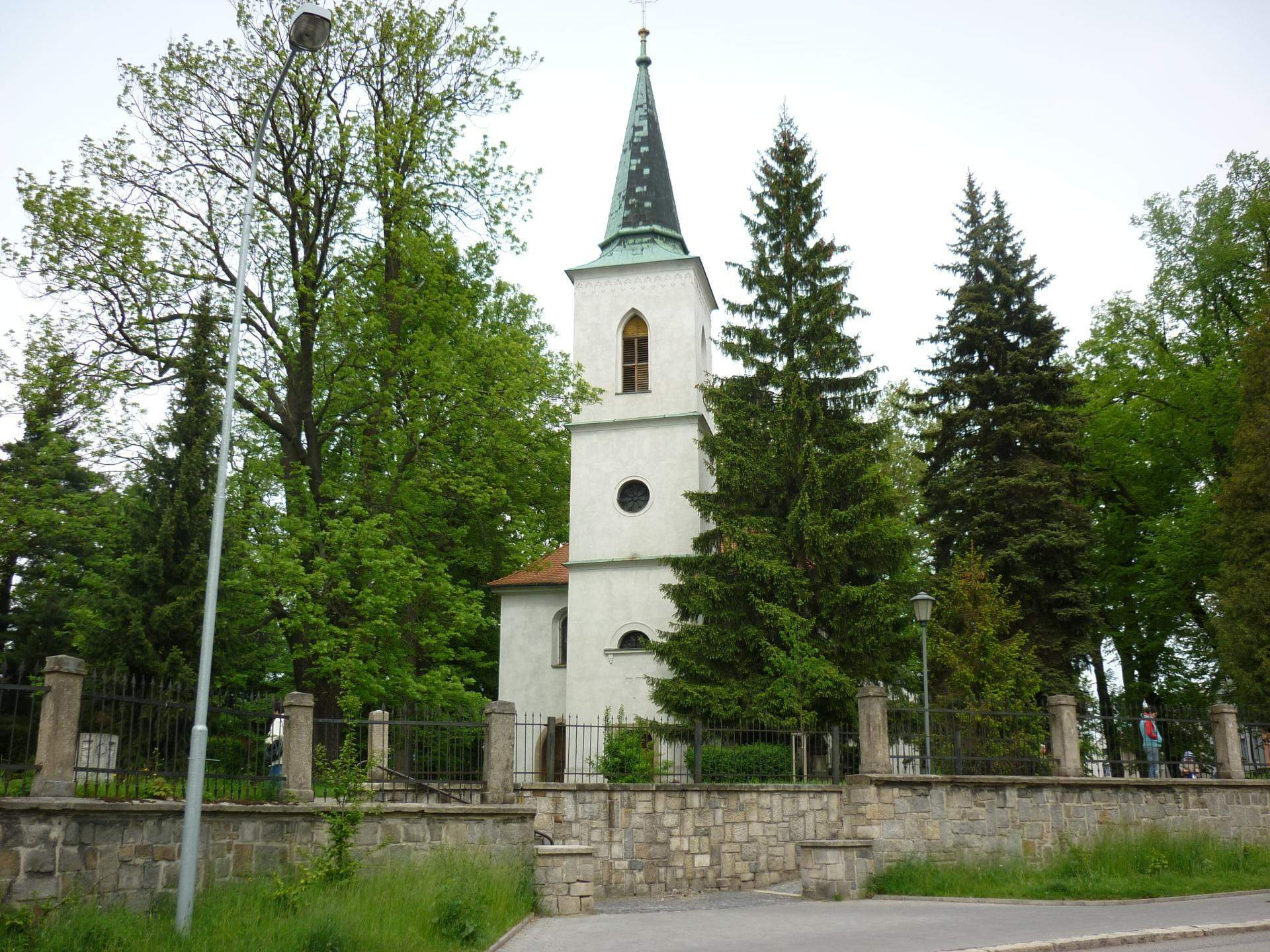
Kostel Nejsvětější Trojice
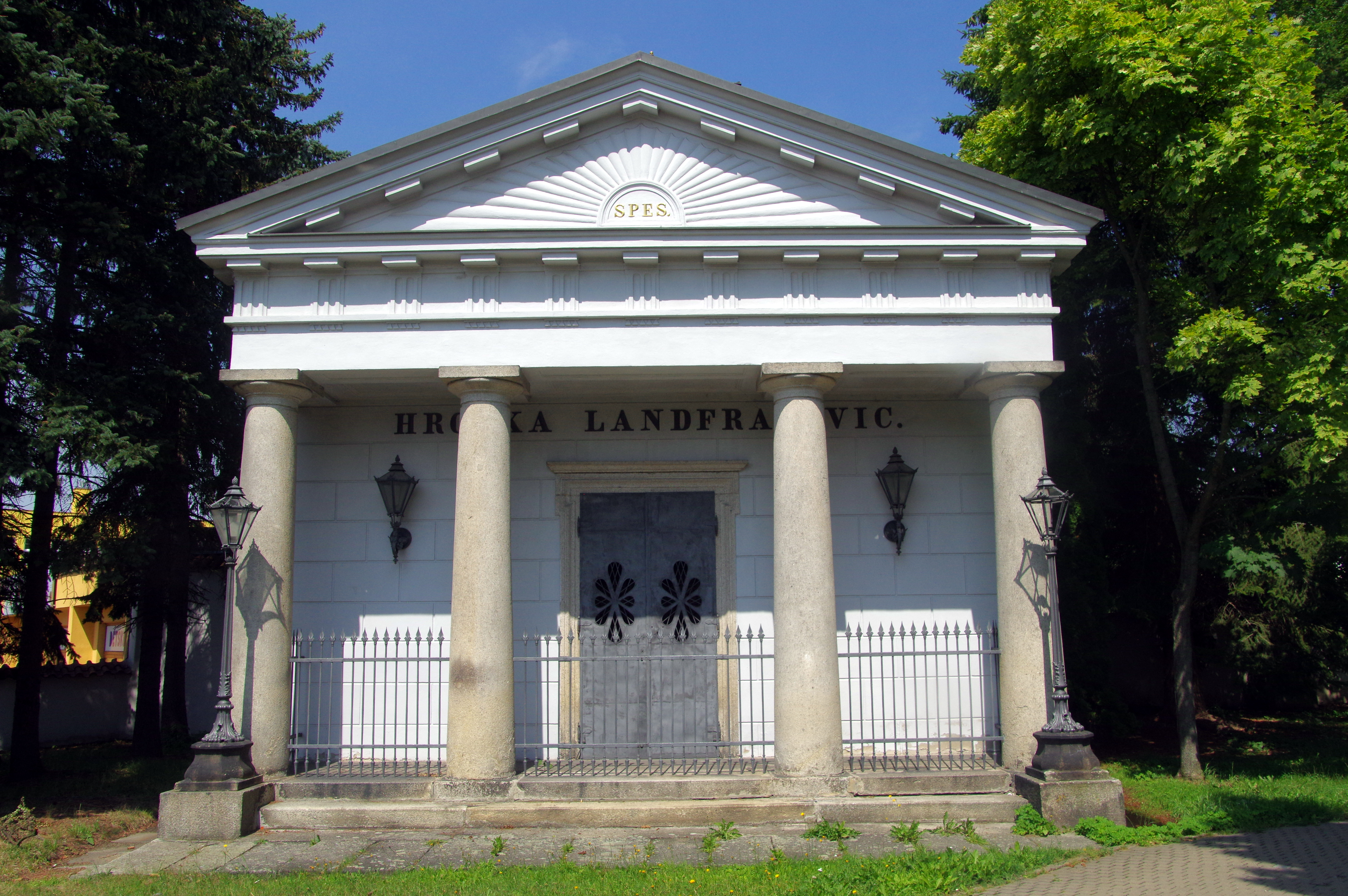
Hrobka rodiny Landfrasů nacházející se na hřbitově u kostela
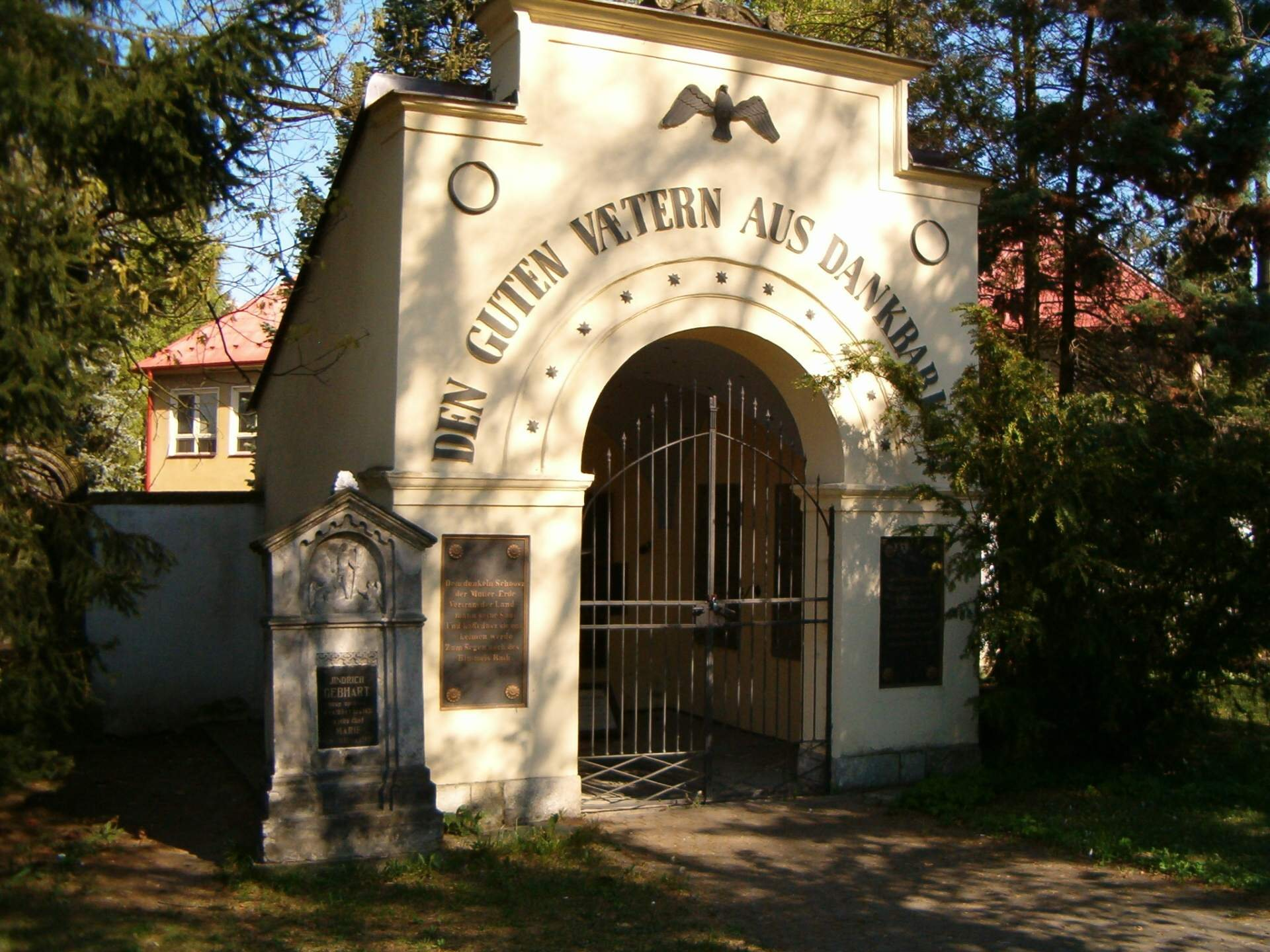
Hrobka rodiny Wachtelů